# Cini Boeri
Maria Cristina Mariani Dameno (Cini), casada Boeri (Milán, 19 de junio de 1924 - Ibidem, 9 de septiembre de 2020) fue una arquitecta y diseñadora italiana. Referente del diseño industrial en Italia, fue una de las primeras mujeres que se hizo un lugar en este campo en los años 1950.

## Primeros años
Cini Boeri nació en Milan el 19 de junio de 1924. Su madre era maestra y su padrastro administrador de la Basílica de San Ambrogio; su padre biológico, de quien supo en su adolescencia, era abogado. Se casó con el neurólogo Renato Boeri, de quien se separó en 1965. Tuvieron tres hijos, uno de ellos el arquitecto Stefano Boeri, autor de proyectos como Vertical Forest.
Estudió arquitectura en el Politécnico de Milán, se tituló en el año 1951. Comenzó su desempeño profesional en el estudio de Gio Ponti, quien también fue su profesor en la carrera.  Al poco tiempo se trasladó al estudio de Marco Zanuso.
Después de doce años en el estudio de Zanuso, Boeri consideró que era el momento de independizarse y abrió su estudio en 1963.

## Trayectoria

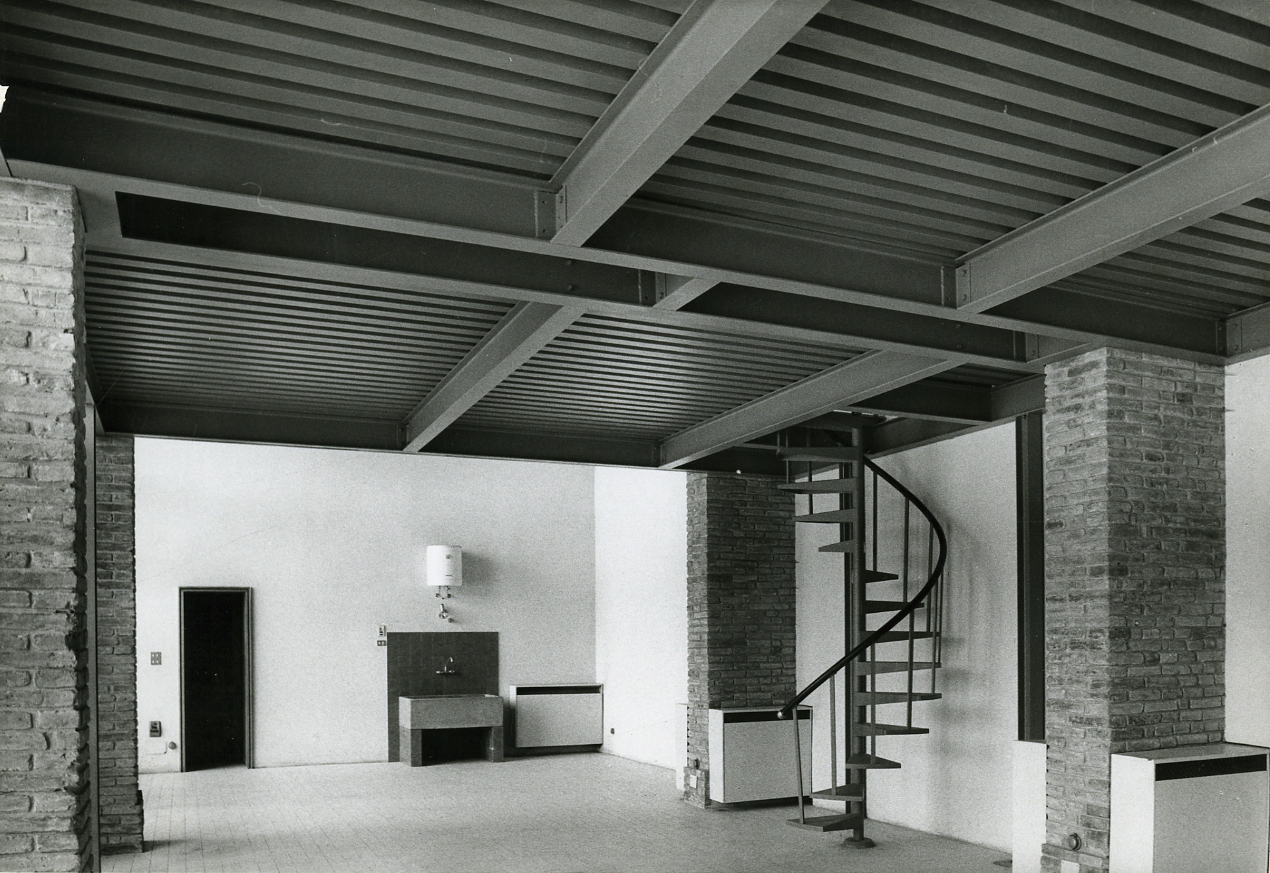
Palazzo dei Diamanti, Ferrara. Un diseño creado por Cini Boeri en colaboración con Marco Zanuso

De los primeros encargos encontramos una interesante producción de muebles y viviendas unifamiliares que reflejan el interés por aprovechar las posibilidades de nuevos materiales a través de la forma, así como el equilibrio entre lo rígido y lo orgánico y la relación entre el exterior y el interior. En esta línea desarrolla a lo largo de su trayectoria varios proyectos residenciales, comerciales, de interiorismo, así como emblemáticas piezas de mobiliario. De reciente data son los proyectos de la casa La Sbandata (Sassari, 2004), el Museo Ipogeo de Monza (2007) y la Cantina vinícola (Grosseto, 2012); entre las obras de arquitectura más representativa de su esencia proyectual figuran la Casa Rotonda (Sassari, 1967), la Casa en el Bosque, (Varese, 1969) y la Torre Aragonese (Oristano, 1981).
En 1981 fue miembro de la Junta Directiva en la XVI Triennale di Milano.
De 1981 a 1983 profesora de las cátedras de Proyecto arquitectónico, Diseño industrial y Mobiliario en el Politécnico de Milano.
Ha participado como jurado en diversos concursos, en 1984 formó parte del jurado del premio Compasso d'Oro junto con Douglas Kelley, Antti Nurmesniemi, Giotto Stoppino y Bruno Zevi.
En 1986 participó en la exposición Progetto domestica dentro de la XVII Trienal de Milán.
Ha dado conferencias en las instituciones académicas más importantes: la Universidad de Berkeley, el núcleo de la Desenho Industrial de St. Paul, el Colegio de Arquitectos en Río de Janeiro, la Escuela de Cranbrook en Detroit , el Instituto del Sur de California de la Arquitectura y el Diseño del Pacífico Centro de Los Ángeles.

## Premios y reconocimientos
Premio Roscoe Nueva York (1984), Premio de Diseño de Stuttgart (1985 y 1990), la medalla de oro "Apóstol de diseño" Milano (2003), Premio "Silver Lady" - Poldi Pezzoli de Milán 2006 Premio "MilanoDonna" Milán ( 2007), "Piramidi dell'Accademia Italiana" Florence (2008), "Premio IIC Lifetime Archievement" del Instituto de cultura italiana de Los Ángeles (2008).